# Уил Селф
Уил Селф (на английски: Will Self) е английски журналист, политически коментатор и писател на произведения в жанра научна фантастика, сатира, социална драма, публицистика и документалистика.

## Биография и творчество
Уил Уудард Селф е роден на 26 септември 1961 г. в Лондон, Англия, в семейството на Питър Селф, професор по публична администрация в Лондонското училище по икономика, и Илейн Розенблум от Куинс, Ню Йорк, асистент в издателство. Израства в Северен Лондон и прекарва една година в Итака, щат Ню Йорк. От малък е ненаситен читател и увлечен по произведенията на научната фантастика на Франк Хърбърт, Дж. Г. Балард и Филип К. Дик. Родителите му се разделят когато е деветгодишен, и се развеждат когато е 18-годишен, в резултат на което той е емоционално объркано и саморазрушително дете, нараняващо се с цигарени угарки и ножове, преди да започне да експериментира с лекарства, а след това с леки и тежки наркотици, включително хероин. През този период се бори с психически проблеми и на 20 години започва лечение. Учи в независимо училище за момчета в Хампстед, а после в училище в Източен Финчли в Лондон. Следва философия, политика и икономика в Ексетър колидж на Оксфордския университет, където получава магистърска степен с отличие. В университета е редактор и чест сътрудник на подземния ляв студентски вестник Red Herring/Oxford Strumpet.
След дипломирането си работи на временни места към Лондонската община. Едновременно се опитва да работи като карикатурист и като стендъп комик. През 1986 г. се лекува в болница от наркозависимостта си. През 1989 г. започва да управлява малка издателска компания.
Първата му книга, сборникът с разкази „Количествената теория на лудостта“, е издадена през 1991 г., и получава одобрението на критиката. Първият му роман „Петел и бик“ (сбор от две новели за полова трансформация) е издаден през 1992 г. Неговият литературен стил е известен като безкомпромисно сатиричен, гротесков, наситен с черен хумор и фантастичен, с много препратки и алюзии към съвременната култура.
През 1995 г. започва работа като колумнист за вестник „Обзървър“. През 1997 г. е изпратен да отразява предизборната кампания на Джон Мейджър и е хванат от конкурентен журналист да използва хероин в самолета на министър-председателя, заради което е уволнен. Същата година става колумнист в „Таймс“, после от 1999 г. работи за „Индипендънт“, а от 2002 г. за „Ивнинг стандарт“. Едновременно има много изяви по британската телевизия. От 2009 г. пише две редуващи се двуседмични колони, една за „Ню Стейтсмен“ по социалните феномени и груповото поведение, и друга за „Риъл Милс“ за магазините за храна на улицата. От 2012 г. е преподавател по модерна мисъл в университета „Брунел“ в Лондон.
В периода 1989 – 1997 г. е женен за Катрин Чансълър, с която имат син и дъщеря, а в периода 1997 – 2017 г. е женен за журналистката Дебора Ор, с която имат двама сина. През 2011 г. е диагностициран със заболяването полицитемия вера (увеличено производство на еритроцити). В личния си живот колекционира ретро пишещи машини. От 2019 г. е вегетарианец.
Уил Селф живее в Лондон.

## Произведения

### Самостоятелни романи
- Cock and Bull (1992)[1][2]
- My Idea of Fun (1993)[4][3]
- Great Apes (1997)
- How the Dead Live (2000)
- Dorian (2002)
- The Book of Dave (2006)
- The Butt (2008) – награда „Болинджър“ за сатиричен роман
- Entirely Women (2010)
- Walking to Hollywood (2010)

### Поредица „Чадърът“ (Umbrella)
1. Umbrella (2012)[1][2][4]
2. Shark (2014)
3. Phone (2017)

### Новели
- A Report to the Minister (2009)[1]
- How Was Your Day (2017)

### Сборници с разкази
- The Quantity Theory of Insanity (1991) – награда „Джефри Фабер“[1][4][3]
- Grey Area (1994) [2]
- A Story for Europe (1996)
- Tough, Tough Toys for Tough, Tough Boys (1998)
- Dr. Mukti and Other Tales of Woe (2004)
- Liver: A Fictional Organ with a Surface Anatomy of Four Lobes (2008)
- The Undivided Self: Selected Stories (2010)
- RED (2012) – с Рейчъл Куск, Ема Донахю, Макс Хейстингс, Виктория Хислъп, Антъни Хоровиц, Ханиф Курейши, Андрю Моушън и Сесилия Ахърн

### Разкази
- Profit and Lust (1950)[1]
- The End of the Relationship (1994)

на български език
- Лъжлива кръв – разказ, сп. „Гранта България“ бр.6 (2015), прев. Пейчо Кънев

### Документалистика
- Junk Mail (1995)[1]
- Nicola Hicks (1998) [2]
- The Idler 25 (1999)
- Sore Sites (2000)
- Perfidious Man (2000)
- Feeding Frenzy (2001)
- Psychogeography (2007)[4]
- Psycho Too (2009)
- George Condo: Mental States (2011) – с Дейвид Мийнс
- The Unbearable Lightness of Being a Prawn Cracker (2012)
- Moonlight Travellers (2019) – с Куентин Блейк
- Will (2019)
- Why Read (2022)

### Екранизации
- 2012 г. – The Minor Character – епизод от тв сериал, с Дейвид Тенант